# Périgord (Adelsgeschlecht)
Das Périgord war eine Familie des französischen Adels. Es ist erstmals in der zweiten Hälfte des 10. Jahrhunderts bezeugt. "Marchio" Boson I. herrschte über La Marche, durch seine Ehe mit Emma von Périgord erbten seine Söhne darüber hinaus das Périgord: Aldebert I. und nach ihm Boson II. regierten über beide Grafschaften. Nach dem Tod Bosons II. wurde das Land geteilt: La Marche ging an den Sohn Aldeberts, das Périgord an den Sohn Bosons.
Boson I. ist vermutlich ein Sohn von Hélie, einem jüngeren Sohn von Hildebert, Vizegraf von Limoges († 914), somit wäre das Haus Périgord – ebenso wie das Haus Rochechouart – eine Nebenlinie des Hauses Limoges (das wiederum als Nebenlinie des Hauses Toulouse gesehen wird).
Die Grafschaft La Marche ging mangels männlicher Nachkommen bereits Ende des 11. Jahrhunderts verloren, das Périgord konnte drei Jahrhunderte länger, bis 1399 gehalten werden; in diesem Jahr wurden die Grafen Archambaud V. und dessen Sohn Archambaud VI. abgesetzt, die Grafschaft wurde vom König beschlagnahmt.
Eine Nebenlinie des Hauses Périgord ist das Haus Talleyrand-Périgord, dessen berühmtester Vertreter, Charles-Maurice de Talleyrand-Périgord, 1806 den Fürstentitel und 1808 den Herzogstitel erhielt.

## Stammliste
1. Boson I. le Vieux, 958/vor 974 „marchio“ (Comte de La Marche); ⚭ Emma, Comtesse de Périgord, Tochter von Guillaume I., Comte de Périgord, (Haus Taillefer)
  1. Élie I. († wohl 975)
  2. Aldebert I. (Adalbert, Audebert) (X 997), Comte de La Marche et de Périgord um 975; ⚭ I Emma de Limoges, Tochter von Géraud, Vicomte de Limoges, (Haus Limoges); ⚭ II Almodie oder Adelmodie de Gévaudan († nach 1005), Tochter von Étienne, Comte de Gévaudan, sie heiratete in zweiter Ehe um 997 Guillaume III. (V.) le Grand, Graf von Poitou und Herzog von Aquitanien († 1030), (Ramnulfiden)
    1. (I) Bernard († 1038/1047), vor 1023 Comte de La Marche; ⚭ Aina (Amelia), Tochter von Géraud de Montignac und Nonia de Granol
      1. Aldebert II. († 1088), 1047 Comte de La Marche; ⚭ Ponce
        1. Boson III. (X 1091), Comte de La Marche; ⚭ wohl Gräfin Aldéardis
        2. Almodis († 1117/29), 1098 Comtesse de La Marche; ⚭ Roger Poitevin, Earl of Lancaster, 1113 Comte de La Marche († 1123), (Haus Montgommery)
        3. Tochter, geht 1076 aus unüberwindlicher Abneigung gegen ihren Verlobten Simon von Crépy, Graf von Vexin und Bar-sur-Aube, ins Kloster

      2. Eudes I., 1081 Comte de La Marche († 1091/98)
      3. Almodis († vor 1078); ⚭ I (verstoßen) Hugues V. Le Débonnaire, Seigneur de Lusignan († 1060), (Haus Lusignan); ⚭ II vor 1053 Pons, Comte de Toulouse († 1060), (Haus Toulouse); ⚭ III[2]
      4. Rangarde († ermordet 1071); ⚭ 1053 Raimund Berengar I. el Viejo, Graf von Barcelona († 1076), (Haus Barcelona)[3]
      5. Lucie († nach 1090); ⚭ I 1057/58, Artal I., Comte de Pailhars-Subira († nach 1081)
      6. Agnès; ⚭ Ramnulfe de Montmorillon (1076–1098 bezeugt)
        1. Aldebert de Montmorillon († 1097), 1093 Erzbischof von Bourges

      7. Fulcrade, 1060–1091 Abt von Charroux

  3. Boson II. († 1003/23), 997 Comte de La Marche et de Périgord; ⚭ Almodie, Tochter von Guillaume I., Comte d'Arles
    1. Aldebert II., Comte de Périgord
      1. Tochter; ⚭ 1044 (geschieden 1058), Guillaume VIII., Herzog von Aquitanien († 1086), (Ramnulfiden).

    2. Hélie II. († 1068), Comte de Périgord; ⚭ Adèle, Tochter von Bertrand, Seigneur de Pons (Haus Pons)
      1. Aldebert III. Cadoirac/Cadenat/Cadmus, Comte de Périgord 1068–1086 und 1104–1117, 1086–1104 Mitgraf von Périgord; ⚭ Asceline
        1. Hélie III., Mitgraf von Périgord 1086–1104; ⚭ Vasconie oder Brunissende de Foix
          1. Hélie IV., Comte de Périgord 1117–1146, Mitgraf von Périgord 1146–1155; ⚭ Philippe
          2. Rudel
          3. Guillaume

        2. Boson III., Mitgraf von Périgord 1146–1155, Comte de Périgord 1155–1166
          1. Hélie V. Talleyrand († 1205), Comte de Périgord; ⚭ Mahaut, Tochter von Raymond II., Vicomte de Turenne, (Haus Comborn)
            1. Archambaud I. († 1212), Comte de Périgord
            2. Hélie
              1. Archambaud II. († 1239), Comte de Périgord; ⚭ Marguerite, Tochter von Gui V., Vicomte de Limoges († 1259), (Haus Comborn)
              2. Hélie VI. († 1251), Comte de Périgord; ⚭ Brunissende, Tochter von Augeu Gaillarde
                1. Archambaud III. († 1295), Comte de Périgord; ⚭ I nach 1251 Agnès, († vor 1258) Tochter von Geoffroi Rudel (II) sire de Blaye, chevalier, 1199/1243 (Haus Taillefer); ⚭ II Marie, Tochter von Pierre Bermond, Vicomte du Gévaudan
                  1. (II) Hélie VII. († 1311), Comte de Périgord; ⚭ I Philippine oder Philippa, Vicomtesse de Lomagne et d'Auvillars, Tochter von Arnaud III. de Lomagne, (Haus Lomagne); ⚭ II 1298 Brunissende, Tochter von Roger Bernard III., Comte de Foix, (Haus Comminges)
                    1. (I) Marguerite, Nonne
                    2. (I) Rosemburge; ⚭ 1328 Pierre II. de Grailly, Vicomte de Bénauges et de Castillon († 1356), (Haus Grailly)
                    3. (II) Archambaud IV., Comte de Périgord; ⚭ 1313 Jeanne, Dame de Bergerac, Tochter von Renaud, Seigneur de Pons (Haus Pons)
                    4. (II) Hélie (* 1313), 10. Oktober 1324 – 4. Januar 1328 Bischof von Limoges, 4. Januar 1323 – 25. Mai 1331 Bischof von Auxerre, 25. Mai 1331 Kardinal, 4. November 1338 – 17. Januar 1364 Bischof von Albano
                    5. (II) Roger-Bernard († 1369), Comte de Périgord; ⚭ Eléonore, Tochter von Bouchard VI., Comte de Vendôme, (Haus Montoire)
                      1. Archambaud V. Le Vieux ("der Alte"), Comte de Périgord 1369-1395, Mitgraf von Périgord 1395-19. Juli 1399, abgesetzt; ⚭ Louise de Mastas
                        1. Archambaud VI. Le Jeune ("der Junge"), Mitgraf von Périgord 1395-19. Juli 1399, abgesetzt; ⚭ Perrette
                        2. Brunissende; ⚭ Jean, Seigneur de Parthenay
                        3. Eléonore; ⚭ Jean II., Vicomte d'Aunay († 1400), (Haus Clermont-Tonnerre)

                      2. Talleyrand († 1371)
                      3. Jeanne; ⚭ 4. November 1359 Jean II. le Bossu, Comte d’Armagnac († 1384), (Haus Lomagne)
                      4. Hélène
                      5. Eléonore; ⚭ Gaillard II., Seigneur de Duras
                      6. Marguerite; ⚭ Renaud, Seigneur de Pons (Haus Pons)

                    6. (II) Agnès († 1345); ⚭ 14. November 1321, Johann von Durazzo († 1335), (Haus Anjou)
                    7. (II) Jeanne; ⚭ Pons, Seigneur de Castillon
                    8. (II) Fortanier
                      1. Archambaud

                    9. (II) Marguerite; ⚭ Almaric II., Co-Vicomte de Lautrec
                    10. (II) Marquise; ⚭ Gaston, Vicomte de Fézensaguet († 1325), (Haus Lomagne)

                  2. (II) Aremburge; ⚭ Anissant I., Seigneur de Sainte-Bazeille
                  3. (II) Aude, Nonne
                  4. (II) Gaillarde; ⚭ Gaillard de La Lande
                  5. (II) Boson, Seigneur d'Estissac
                  6. (II) Archambaud, Abt von Saint-Astier
                  7. (II) Jeanne, Dame de La Bardac; ⚭ I Pierre de Bordeaux; ⚭ II Bertrand, Seigneur d'Hautefort

                2. Almodis; ⚭ Bertrand, Seigneur de Cardeillac
                3. Marguerite, Dame de Montanceys

              3. Boson, Seigneur de Grignols; ⚭ Marguerite, Tochter von Adémar V., Vicomte de Limoges, (Haus Comborn) – Nachkommen: das Haus Talleyrand-Périgord

          2. Guillaume
          3. Olivier, Seigneur de Mauriac
          4. Ranulfe, Abt von La Faise
          5. Jourdaine; ⚭ Archambaud V., Vicomte de Comborn, (Haus Comborn)

        3. Aldebert, Seigneur de Montguilhem
        4. Raymond, Seigneur de Grignols, Bischof von Périgueux

      2. Eudes († 1061)
      3. Hélie

    3. Pierre
    4. Aitard
    5. Jourdaine; ⚭ Archambaud III., Vicomte de Comborn, (Haus Comborn)

  4. Jaubert, 997 geistlich, geblendet

## Weblink
- das Haus Périgord bei web.genealogies